# Іспра
Іспра (італ. Ispra) — муніципалітет в Італії, у регіоні Ломбардія,  провінція Варезе.
Іспра розташована на відстані близько 540 км на північний захід від Рима, 60 км на північний захід від Мілана, 17 км на захід від Варезе.
Населення — 5349 осіб (2014).
Щорічний фестиваль відбувається 11 листопада. Покровитель — святий Мартин Турський.

## Демографія
Населення за роками:

Станом на 1 січня 2023 року в муніципалітеті офіційно проживав 791 іноземець з 62 країн, серед них 554 громадяни країн Євросоюзу та 49 громадян України.

## Сусідні муніципалітети
- Анджера
- Бельджирате
- Бреббія
- Кадреццате
- Леза
- Ранко
- Траведона-Монате